# 니테로이엔시 FC
니테로이엔시 FC(포르투갈어: Niteroiense Futebol Clube)는 브라질 히우데자네이루 주 니테로이에 위치한 축구 클럽이다. 1913년 Nictheroyense Football Club이라는 이름으로 창단되었으며, 20세기 초 리우 주(州) 축구 발전에 기여했다. 1980년 프로 활동을 중단했으나, 2024년 클루비 아틀레치쿠 카리오카의 등록권을 인수하며 복귀했다.

## 역사
니테로이엔시는 1918년 카미페오나투 플루미넨시에서 우승을 차지했고, 1937년에는 카미페오나투 니테로이엔시에서 공동 우승을 했다. 1943년 구단명과 엠블럼을 변경했으며, 재정난으로 1980년에 해체됐다. 2024년 복귀 첫해 카미페오나투 카리오카 세리에 C와 타사 발지르 아마랄에서 우승하고 세리에 B2로 승격했다.

## 주요 업적
- 카미페오나투 플루미넨시: 1회 (1918)
- 카미페오나투 니테로이엔시: 1회 (1937)
- 카미페오나투 카리오카 세리에 C: 1회 (2024)
- 타사 발지르 아마랄: 1회 (2024)

## 마스코트
구단의 마스코트는 아라리보이아로, 16세기 이 지역 투피족 지도자이자 니테로이의 역사적 상징 인물이다.

## 홈구장
현재 주 경기장은 CEFAT이며, 콘샤 아쿠스티카에서도 경기를 치른다.